# Harris (Misuri)
Harris es un pueblo ubicado en el condado de Sullivan en el estado estadounidense de Misuri. En el Censo de 2010 tenía una población de 61 habitantes y una densidad poblacional de 152,94 personas por km².

## Geografía
Harris se encuentra ubicado en las coordenadas 40°18′22″N 93°21′1″O / 40.30611, -93.35028. Según la Oficina del Censo de los Estados Unidos, Harris tiene una superficie total de 0.4 km², de la cual 0.4 km² corresponden a tierra firme y (0%) 0 km² es agua.

## Demografía
Según el censo de 2010, había 61 personas residiendo en Harris. La densidad de población era de 152,94 hab./km². De los 61 habitantes, Harris estaba compuesto por el 98.36% blancos, el 0% eran afroamericanos, el 0% eran amerindios, el 0% eran asiáticos, el 0% eran isleños del Pacífico, el 0% eran de otras razas y el 1.64% pertenecían a dos o más razas. Del total de la población el 0% eran hispanos o latinos de cualquier raza.